# Fatal Fury: King of Fighters
Fatal Fury: King of Fighters (餓狼伝説 宿命の闘い, Garou Densetsu: Shukumei No Tatakai au Japon, Legend of the Hungry Wolf: The Battle of Destiny) est un jeu de combat en 2D développé et édité par SNK en 1991 sur borne d'arcade Neo-Geo MVS et sur console Neo-Geo AES et en 1994 sur Neo-Geo CD (NGM / NGH 033),,. Le jeu a par la suite été adapté sur Mega Drive et Super Nintendo ainsi que sur Neo-Geo CD (1994).
Il s'agit du premier jeu de la série Fatal Fury. Il marque l'apparition de Terry Bogard, un personnage apprécié des joueurs.

## Histoire
Geese Howard, le leader de South Town, a tué Jeff Bogard, le père de Terry Bogard et Andy Bogard, ils jurèrent de venger leur père.
Tung Fu Rue décida alors d'entrainer Terry et Andy aux arts martiaux.
Quelques années plus tard, Geese annonce le tournoi King of Fighters. Terry et Andy, accompagnés de leur ami Joe Higashi, s'inscrivent au King of Fighters en espérant pouvoir accéder au round final contre Geese, et pouvoir venger Jeff.

## Personnages
Personnages jouables :
- Terry Bogard
- Andy Bogard
- Joe Higashi

Personnages non-jouables :
- Duck King
- Tung Fu Rue
- Richard Meyer
- Michael Max
- Hwa Jai
- Raiden
- Billy Kane
- Geese Howard

## Versions
Fatal Fury est sorti le 20 décembre 1991 sur Neo-Geo MVS et Neo-Geo AES au Japon. Le jeu a été adapté par Takara en 1992 sur Super Nintendo (édité par Takara) et en 1993 sur Mega Drive (édité par Sega). Le jeu a été réédité sur Neo-Geo CD en 1994. Il est également disponible dans la compilation Fatal Fury: Battle Archives Volume 1, édité par SNK Playmore sur PlayStation 2 en 2006, uniquement au Japon et aux États-Unis.

## Équipe de développement
- Producteurs : Big Boss, E. Kawasaki
- Planificateurs : Deru Deri, Tsukamichi-2
- Conception des personnages : Ponsuke, Tsuzakingyo, Deru Deri, Moriyan, Soe Soe!, Somatoreend, Lucky Okkiy, Boko Pyon
- Assistants à la conception des personnages : Sakita Kakaree, Kama Kama, Maoarian, Kimoryaer, Batayan, Tabui Chang, Ochiai Shunin, Takepy, Simachang
- Programmeurs : Yamatan, Kura
- Assistants programmeurs : Konchang, Nakamuura
- Son : Konny, Yokochang, Muraisan, Tarkun, Tate&Bunnyboys, Finish Hiroshi, Michael Beard, Goooam Kakaree
- Assistants : Miyagami T.100, S.Akutagama, Tome, Popyu Natho 3, Tarou, Mukai

## Anime
Une adaptation du jeu en anime est sortie en 1992 en vidéo : Fatal Fury: Legend of the Hungry Wolf (Battle Fighters Garō Densetsu).